# Robert Arter

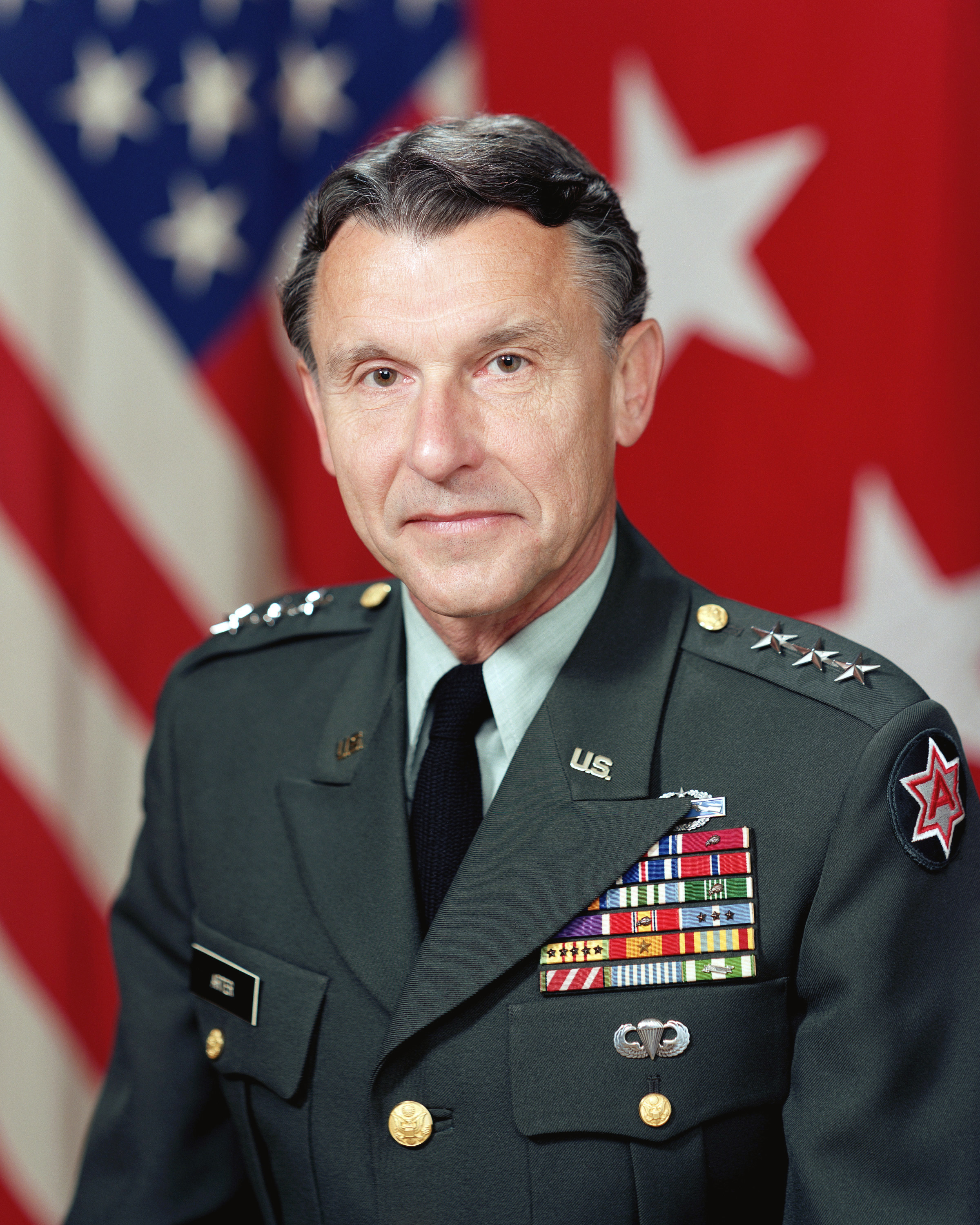
Robert Arter

Robert Arter (* 7. September 1929 in Massillon, Stark County, Ohio) ist ein pensionierter Generalleutnant der United States Army. Er war unter anderem Kommandeur der 6. Armee.
Robert Arter besuchte die öffentlichen Schulen seiner Heimat einschließlich der Massillon Washington High School. Über das ROTC-Programm der Ohio University gelangte er im Jahr 1950 in das Offizierskorps des US-Heeres. Dort wurde er als Leutnant der Infanterie zugeteilt. In der Armee durchlief er anschließend alle Offiziersränge vom Leutnant bis zum Drei-Sterne-General.
Im Lauf seiner militärischen Karriere absolvierte Arter verschiedene Kurse und Schulungen. Dazu gehörten unter anderem der Infantry Officer Basic Course, der Infantry Officer Advanced Course, das Armed Forces Staff College, das Air Command and Staff College der United States Air Force und das United States Army War College. Außerdem erhielt er einen akademischen Grad von der Shippensburg University of Pennsylvania.
In seinen jüngeren Jahren absolvierte er den für Offiziere in den niederen Rangstufen üblichen Dienst in verschiedenen Einheiten und Standorten. Im Jahr 1952 wurde er mit einer Untereinheit der 25. Infanteriedivision im Koreakrieg eingesetzt. In den folgenden Jahren absolvierte er unter anderem einige der oben erwähnten Schulen. Zwischenzeitlich gehörte er auch dem Stab der Infantry School an.
In den Jahren 1968 und 1971 war er im Vietnamkrieg eingesetzt. Bei seinem ersten Einsatz 1968 war er Bataillonskommandeur beim 506. Infanterieregiment, bei seinem zweiten dortigen Einsatz im Jahr 1971 kommandierte er die 1. Brigade der 101. Luftlandedivision. Im Jahr 1973 erreichte Arter mit seiner Beförderung zum Brigadegeneral die Generalsränge. Gleichzeitig wurde er zum kommandierenden General der Third Reserve Officers Training Corps Region ernannt. Dieses Kommando hatte er bis zum Jahr 1975 inne. Anschließend war er stellvertretender Kommandeur des United States Training Centers und des Militärstützpunkts Fort Ord. Es folgte eine Versetzung zum Stab der 7. Infanteriedivision. Danach war er stellvertretender Leiter des Command and General Staff Colleges.
Nach seiner Beförderung zum Generalmajor erhielt Robert Arter im Jahr 1979 das Kommando über den Militärbezirk des US-Heeres um die Bundeshauptstadt Washington, D.C. (United States Army Military District of Washington). Dieses Amt bekleidete er bis 1981. Danach kommandierte er den United States Army Military Personnel Center. Im Jahr 1984 wurde Arter als Nachfolger von David E. Grange Jr. neuer Kommandeur der 6. Armee, deren Hauptquartier sich im Presidio bei San Francisco befand. Er behielt dieses Kommando bis zum Jahr 1986 als Frederick F. Woerner Jr. seine Nachfolge antrat. Danach schied Arter aus dem aktiven Militärdienst aus.
Im Jahr 1991 leitete Arter für kurze Zeit die Wentworth Military Academy. Danach leitete er für einige Jahre die Armed Forces Bank in Fort Leavenworth in Kansas. Auch nach dem Ende seiner Zeit als Bankpräsident blieb er Mitglied in deren Vorstand. Arter gehörte auch dem Militärstab des Gouverneurs von Kansas an. Zwischenzeitlich war er auch für das Heeresministerium als ziviler Berater für Angelegenheiten mit Bezug auf den Bundesstaat Kansas tätig.

## Orden und Auszeichnungen
Robert Arter erhielt im Lauf seiner militärischen Laufbahn unter anderem folgende Auszeichnungen:
- Army Distinguished Service Medal
- Silver Star
- Legion of Merit
- Distinguished Flying Cross
- Bronze Star Medal
- Purple Heart
- Air Medal
- Joint Service Commendation Medal
- Army Commendation Medal
- National Defense Service Medal
- Korean Service Medal
- Vietnam Service Medal
- Gallantry Cross (Südvietnam)
- Armed Forces Honor Medal (Südvietnam)
- Vietnam Staff Service Medal (Südvietnam)
- United Nations Korea Medal (UNO)
- Vietnam Campaign Medal (Südvietnam)